# Gore Verbinski
Gore Verbinski (*16. březen 1964) je americký filmový režisér a scenárista.
Natočil americkou dobrodružnou trilogii komedií Piráti z Karibiku: Prokletí Černé perly, Piráti z Karibiku: Truhla mrtvého muže a Piráti z Karibiku: Na konci světa (čtvrtý díl Piráti z Karibiku: Na vlnách podivna z roku 2011 již nerežíroval) s Johny Deppem v hlavní roli. Režíroval také například filmy Mexičan s Bradem Pittem nebo Pan Rosnička s Nicolasem Cagem nebo thriller Kruh a v roce 2011 na sebe upozornil celovečerním kresleným filmem Rango, kde hlavní roli chameleona Ranga mluví opět Johny Depp.

## Životopis
Gregor Verbinski se narodil 16. března 1964 ve městě Oak Ridge v Tennessee jako třetí z pěti dětí fyzika Verbinského, který byl původem z Polska. Mládí prožil v jižní Kalifornii v místě zvaném La Jolla.
Během svého studia působil jako kytarista punkových kapel The Daredevils a Little Kings. V roce 1987 dokončil studium na filmové fakultě Kalifornské univerzity a začal režírovat různé hudební klipy a reklamní spoty (pracoval například pro firmy Cocacola, 7-up, Budweiser nebo Nike). Právě za tyto spoty získal 4× ocenění Clio.
Později si ho známý režisér Steven Spielberg a dal mu šanci ve studiu DreamWorks Pictures, Gore Verbinski ji využil. Natočil několik filmů (Hon na myš, Mexičan, Kruh). V roce 2003 pak režíroval první díl z trilogie Piráti z Karibiku. Mimo Pirátů z Karibiku natočil i další dobré filmy s výborným obsazením. Jeho filmy měly celkem 12 nominací na Oscara, avšak 2 z nich byly proměněné.

## Filmografie
- 1997: Hon na myš
- 2001: Mexičan
- 2002: Kruh
- 2003: Piráti z Karibiku: Prokletí Černé perly
- 2005: Pan Rosnička
- 2006: Piráti z Karibiku: Truhla mrtvého muže
- 2007: Piráti z Karibiku: Na konci světa
- 2011: Rango
- 2013: Osamělý jezdec
- 2016: Lék na život